# Seconde viscosité
 (juillet 2015).
La seconde viscosité {\displaystyle \mu '} d'un fluide newtonien est le second paramètre scalaire qui caractérise complètement le caractère linéaire de la relation contrainte-vitesse de déformation pour un fluide isotrope. Ainsi, 
{\displaystyle {\boldsymbol {\sigma }}=2\mu {\dot {\boldsymbol {\varepsilon }}}+\mu '\;\mathrm {tr} ({\dot {\boldsymbol {\varepsilon }}})I}.
Son unité est le pascal seconde (Pa s).
Elle est parfois nommée viscosité de volume (en anglais bulk viscosity) car liée aux échanges entre degrés de liberté interne des molécules dans une variation de volume seule (second terme de l'équation ci-dessus), sans cisaillement (premier terme). 
La théorie omet souvent ce paramètre, alors que des situations concrètes d'acoustique et de théorie des chocs la font intervenir de façon déterminante.
En pratique aussi, la seconde viscosité est souvent omise, par introduction de l'hypothèse de Stokes.
Pour l'eau, à 15 °C et sous 1 atmosphère, µ'=3,09 mPa·s.

La perte d'énergie volumique vaut alors : Voir Landau Lifchitz tome 6 page 378 édition de 1971
{\displaystyle {\frac {\mathrm {d} e_{c}}{\mathrm {d} t}}=-{\frac {\mu }{2}}\left({\frac {\partial v_{i}}{\partial x_{j}}}+{\frac {\partial v_{j}}{\partial x_{i}}}-{\frac {2}{3}}\delta _{ij}{\frac {\partial v_{l}}{\partial x_{l}}}\right)^{2}-\mu '\left(div\,{\vec {v}}\right)^{2}}